# Christian Gerhard Leopold
Christian Gerhard Leopold (Meerane, 24 febbraio 1846 – Altenberg, 12 settembre 1911) è stato un ginecologo tedesco.

## Biografia
Nel 1870 conseguì il dottorato in medicina presso l'Università di Lipsia, dove studiò sotto Carl Siegmund Franz Credé (1819-1892), che in seguito sarebbe diventato suo suocero. Dal 1877 al 1883 insegnò ostetricia alla Frauenklinik di Lipsia, e in seguito succedette a Franz von Winckel (1837-1911) come direttore dell'Infermeria ginecologica reale di Dresda.
Leopold è ricordato per le "manovre di Leopold" (Leopold-Handgriffe), che sono quattro manovre classiche usate per determinare la posizione del feto all'interno dell'utero. A partire dal 1894 fu co-editore dell'Archiv für Gynäkologie con Adolf Gusserow (1836-1906). Inoltre, con il Dr. Credé e Paul Zweifel (1848-1927), pubblicò dei libri di testo sull'ostetricia.